# Hiesse
Hiesse – miejscowość i gmina we Francji, w regionie Nowa Akwitania, w departamencie Charente.
Według danych na rok 1990 gminę zamieszkiwało 295 osób, a gęstość zaludnienia wynosiła 12 osób/km² (wśród 1467 gmin regionu Poitou-Charentes Hiesse plasuje się na 719. miejscu pod względem liczby ludności, natomiast pod względem powierzchni na miejscu 267.).